# خان النخلة
خان النخلة أو خان مخزوم أحد خانات بغداد القديمة كان موقعه في رأس سوق البزازين، وقد شيده الشيخ محمد المخزوم ابن أحمد حافظ باشا سنة (1110ه‍) ووقفه على ذريته، وقيل شيده القائد العثماني مخزوم بك ابن احمد باشا الذي قتل سنة 1630م.